# Жизнь и приключения Джунипер Ли
Жизнь и приключения Джунипер Ли  — американский мультипликационный телесериал, спродюсированный Cartoon Network Studios. Автор идеи бывшая звезда MTV Джудд Винник. Вышел на телеканале Cartoon Network (United States) 30 мая, 2005 года. Показ сериала завершился 9 апреля, 2007 года. Также, был выпущен DVD с 1 сезоном, 17 августа, 2011 года и в 4 регионах на ITunes. Шоу повторно показывается на канале Boing в Нигерии, Южной Африке и Франции и на Boomerang (телеканал) в Таиланде.

## Предыстория
Мультфильм повествует о жизни девушки-подростка по имении Джунипер Ли, проживающей в Оркид Бэй Сити (город срисован с Сан-Франциско, Калифорния), который является центром магической деятельности, заполненный различными демонами (как положительными, так и отрицательными). Волшебный и человеческий мир разделены невидимым магическим барьером, сохраняющий обычных людей от любых видений, связанных с волшебными событиями. Джунипер стала новой Тё Шуан Зе (англ. Te Xuan Ze), которая наделяет ответственность, поддерживающую баланс между человеческим и волшебным мирами. Для того, чтобы выполнять задачу, Джунипер применяет магическую силу, делающую её сильнее и быстрее, чем обычного человека. Она может также использовать различную магию, кроме чёрной. У неё часто возникают сложности в личной жизни из-за необходимости решать проблемы в магическом мире, но она остаётся на плаву. Шоу имеет довольно ласковый и беззаботный взгляд на жанр, часто высмеивает себя и редко воспринимает себя всерьёз.

## Главные герои

### Джунипер «Джун» Ким Ли
Джунипер Ким Ли (или просто Джун, озвучена Лара Джилл Миллер, на русском Жанна Никонова) — главная героиня мультипликационного сериала. Одиннадцатилетняя Американо-Китаянка живущая в Оркид Бэй Сити. Её называют в магическом мире Чо Шуан Зен. Джунипер мало понимает в мире магии, по большей части решает проблемы не умом, а своей грубой силой. Она также берёт советы у своей бабушки, называемой А-Ма, и её очарованной собаки — Монро, чтобы знать слабые места магических существ.
После того, как она унаследовала силы Чо Шуан Зен, на левой стороне волос появилась Белая линия. Впоследствии изменившись с чисто белого (Жасмин бабушка Джунипер, последняя из Чо Шуан Зен, имеет ту же полосу на волосах) на розовый. Она верит, что побывает в лагере для астронавтов, но не может, поскольку она не имеет право покинуть Оркид Бэй Сити, так как она — Чо Шуан Зен, и вокруг города, в виде купола, образовано магическое поле, которое не выпускает Джунипер. У неё также тёплые отношения с Маркусом, красавчиком школы.

### Жасмин Ли
Жасмин Ли или А-Ма (кит. 阿嬤; Пиньинь Ā-mā; звучит как «Бабушка»; озвучивание Эми Хилл) как и Джунипер, предшественница Чо Шуан Зен. Многие в магическом мире её рассматривают, как величайшую Чо Шуан Зен всех времён.
Ей около 69 лет, она делится советами с внучкой Джунипер, для решения проблем в магическом мире. В эпизоде «Monster Con» было показано, что А-Ма всё ещё обладает магической силой, быстрой скоростью, силой. Но всё же её стойкость быстро истощается. По сравнению с её внучкой, которая имеет сверхчеловеческую силу, она не в состоянии стоять без помощи после двух-трёх минут борьбы. Когда она была подростком, она покрасила белую полоску в пурпурный цвет.

### Рэй-Рэй Ли
Рэй-Рэй Ли (озвучивание Кэт Сьюси) гиперактивный восьмилетний мальчик, младший брат Джунипер. Как и она, может видеть сквозь магический барьер, хотя этого не должно было случиться, так как невольно вмешался при попытке демонов получить силу Джунипер, когда она её только получила. Часто ищет проблемы на одно место в мире магии. Хочет быть крутым, где бы он не находился. То и дело соревнуется с Джунипер. Так, в серии «Feets too big», он влюбляется в Лилу, бигфута.

### Монро
Монро Коннери Бойд Карлайил МакРегор Скот V (вкратце Монро, озвучивание Карлос Алазраки) — очаровательный мопс, который говорит с шотландским акцентом. Он знает мир магии, в котором живёт уже несколько столетий, и помогает каждому Чо Шуан Зен. Несмотря на его знание, его способности в магии довольно ограничены из-за отсутствия на руках больших пальцев.
Монро понимают только те, кто может видеть сквозь волшебный барьер. Если кто-нибудь другой будет слушать его, то только услышит его лай. Он также нетерпим к лактозе. Любит массаж и считает себя хорошим советником Джунипер.

## Награды и номинации
- 2006 «Выдающаяся актриса голоса» Лара Джилл Миллер (голос Джунипер Ли).